# Pirâmide (arquitetura)

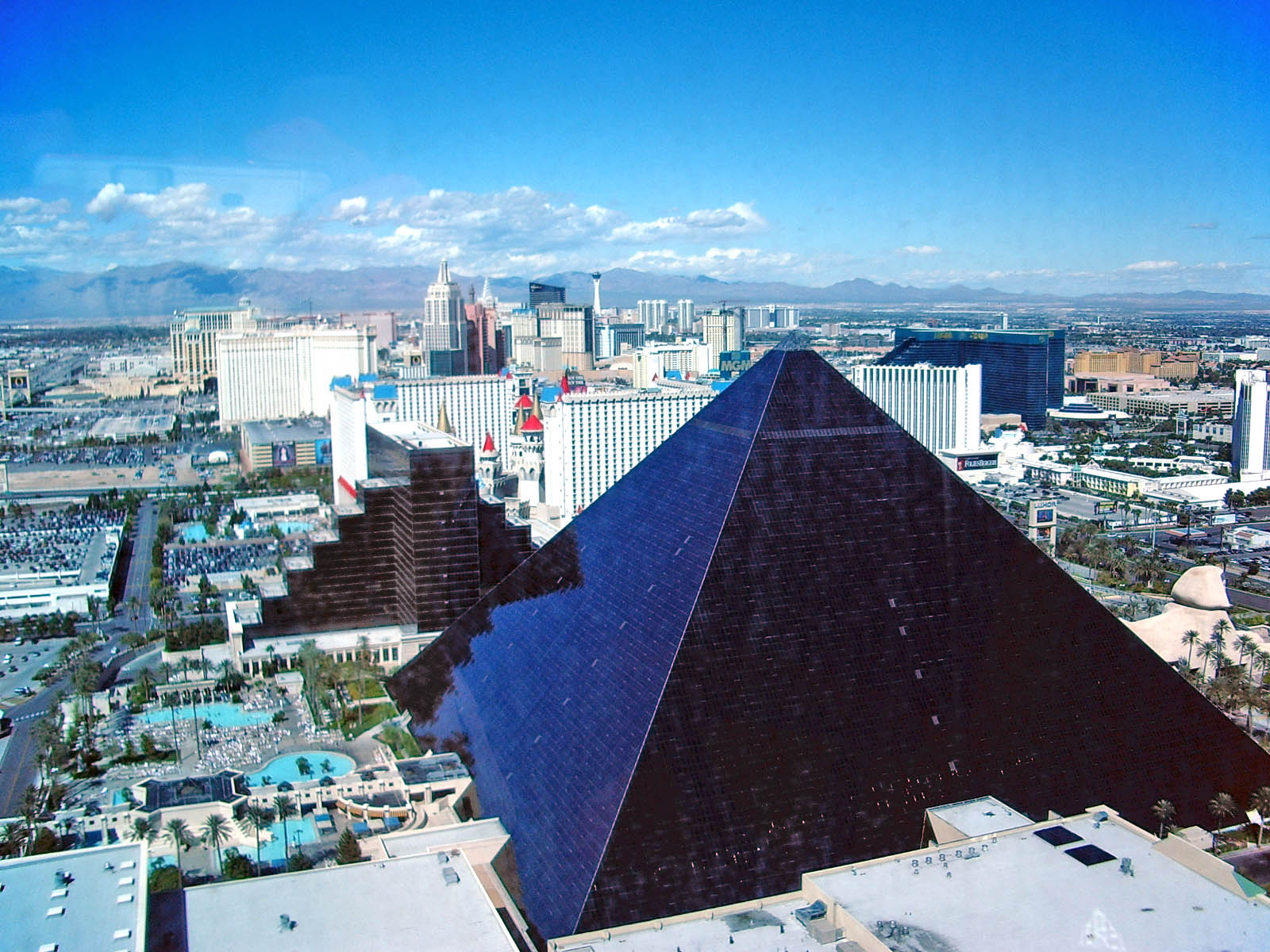
O Luxor Hotel, em Las Vegas, Estados Unidos, é um exemplo de estrutura piramidal.

Em arquitetura, uma pirâmide (do grego "πυραμίς" - pyramis) é uma estrutura onde as superfícies exteriores são triangulares e convergem para um ponto. A base de uma pirâmide pode ser trilateral, quadrilateral, ou qualquer outra forma poligonal, ou seja, uma pirâmide tem pelo menos três superfícies triangulares (pelo menos quatro faces, incluindo a base). A pirâmide quadrada, com base quadrada e quatro superfícies exteriores triangulares, é uma versão comum. Há também pirâmides cujas superfícies, ao invés de lisas, são em degraus. As mais notórias certamente são as do Egito, mas tais construções também foram realizadas entre diversos povos ameríndios, dentre outros.
A forma de uma pirâmide, onde a maioria do peso fica próxima ao solo (ver centro de massa) significa que menos material é necessário na parte mais acima da pirâmide: esta distribuição de peso permitiu que civilizações antigas criassem estruturas estáveis monumentais.
Por milhares de anos, as maiores estruturas do planeta eram pirâmides: a primeira Pirâmide Vermelha na necrópole de Dachur e a Pirâmide de Quéops, ambas no Egito, a última sendo a única das Sete Maravilhas do Mundo Antigo ainda restante. Ela é ainda a mais alta pirâmide. A maior pirâmide do mundo já construída, por volume, é a Pirâmide de Tepanapa, também conhecida como Grande Pirâmide de Cholula, no estado mexicano de Puebla. Esta pirâmide está ainda sendo escavada.

## Monumentos antigos
Estruturas em forma de pirâmide foram construídas por muitas civilizações antigas.

### Mesopotâmia

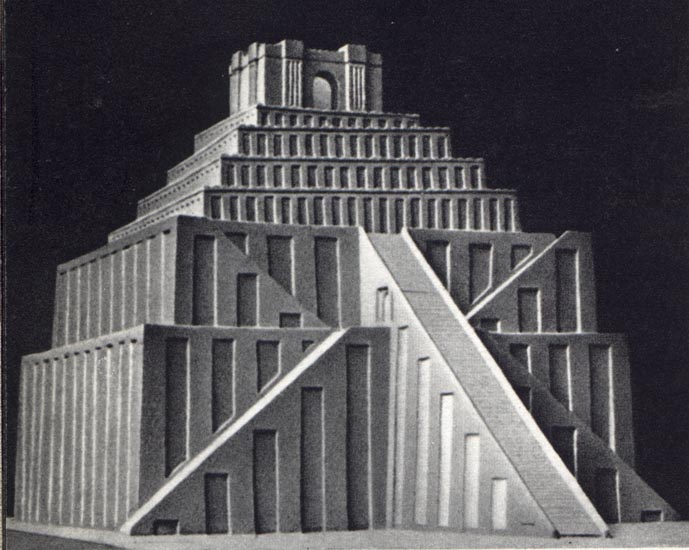
Zigurate sumério

Os mesopotâmicos construíram as primeiras estruturas piramidais, chamadas zigurates. Nos tempos antigos, elas eram brilhantemente pintadas. Visto terem sido construídas de tijolos de barro secos ao sol, pouco resta delas.

### Egito

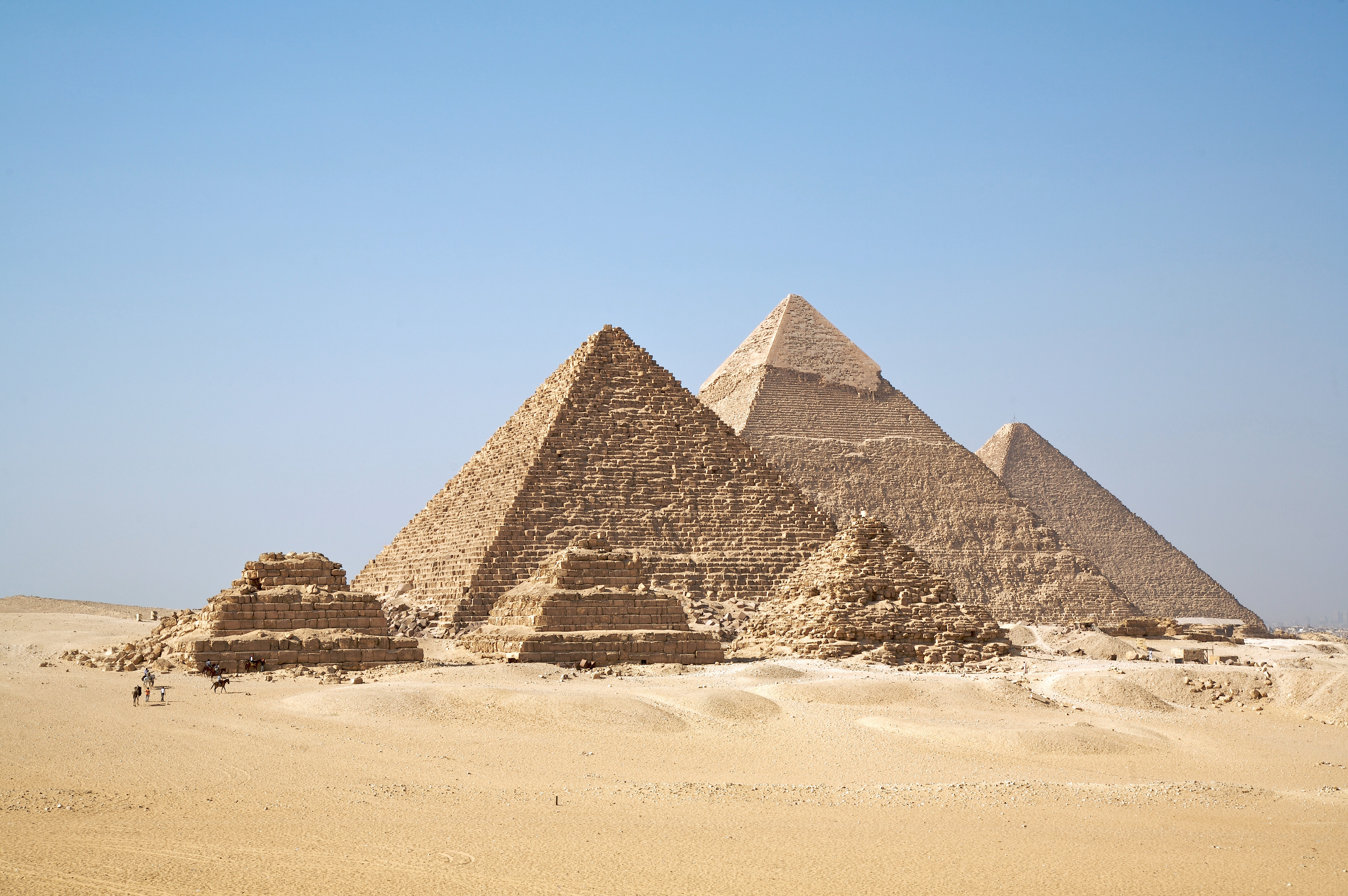
Pirâmides da Necrópole de Gizé, as mais famosas das pirâmides do Egito.

As pirâmides mais famosas são as pirâmides do Egito - grandes estruturas construídas de tijolo ou pedra, algumas das quais estão entre as maiores construções do mundo. A era das pirâmides atingiu o seu zênite em Gizé, em 2575-2150 a.C. Até 2008, cerca de 138 pirâmides haviam sido descobertas no Egito. A Grande Pirâmide de Gizé é o maior do Egito e uma das maiores do mundo. Até a Catedral de Lincoln ser concluída no ano 1311, era o mais alto edifício do mundo. Sua base tem mais de 52.600 metros quadrados de área. Enquanto as pirâmides estão associadas com o Egito, no Sudão existem 220 pirâmides, o país com a mais numerosa quantidade de pirâmides do mundo.
A Grande Pirâmide de Gizé foi uma das Sete Maravilhas do Mundo Antigo. É a única a sobreviver em tempos modernos. Os egípcios antigos cobriam as faces das pirâmides com calcário branco polido, que continha grandes quantidades de conchas fossilizadas. Muitas das pedras de suas faces caíram ou foram removidas e utilizadas para a construção da mesquita do Cairo.

### Sudão

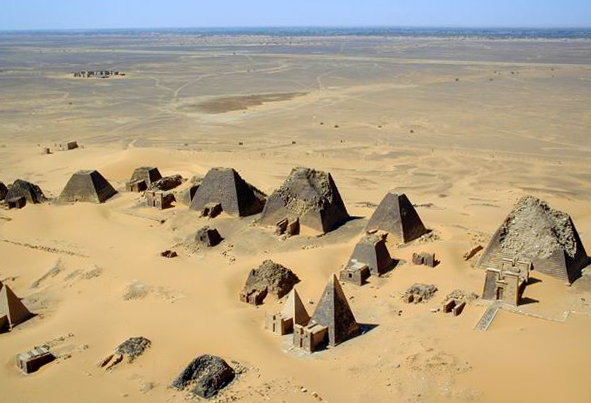
Pirâmides de Núbia em Meroé.

As pirâmides núbias foram construídas (cerca de 220 deles) em três locais no Sudão, para servir como tumbas para os reis e rainhas de Napata e Meroé. As pirâmides de Cuxe, também conhecidas como Pirâmides de Núbia, têm características diferentes das pirâmides do Egito. As de Núbia foram construídas em um ângulo mais acentuado do que as egípcias. Eram monumentos para reis e rainhas mortas. Pirâmides ainda eram construídas no Sudão por volta de 300 d.C.

### China

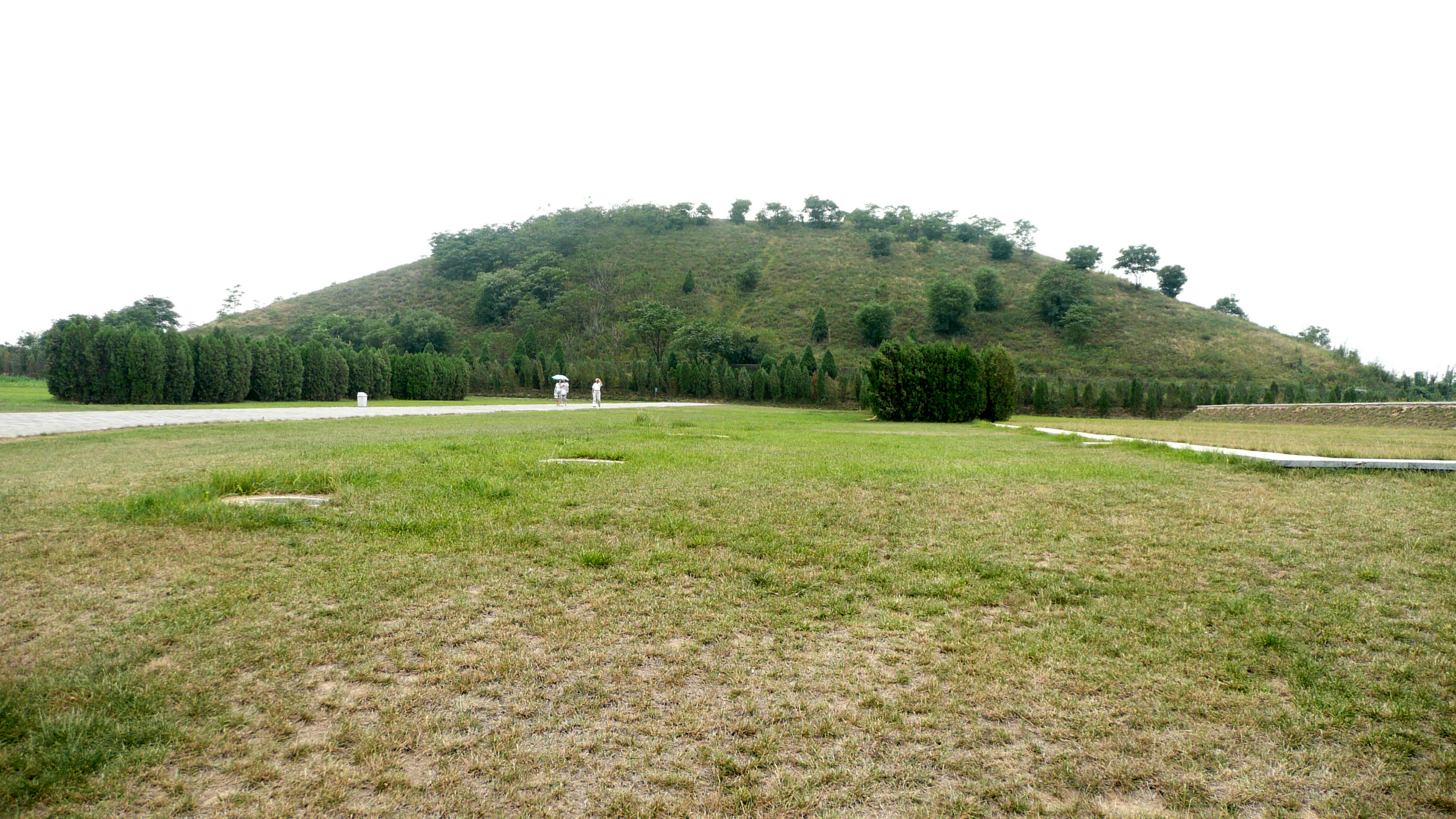
O monte que cobre o túmulo do Imperador Jing de Han (r. 156-141 aC), localizado próximo a Xi'an

Há muitas tumbas em montes achatados quadrados na China. O primeiro imperador da China (por volta de 221 a.C., que unificou os sete reinos pré-imperiais), e também o Primeiro Imperador Qin, foi sepultado sob uma grande monte fora da moderna Xian. Nos séculos seguintes, cerca de uma dezena de reis da dinastia Han também foram sepultados sob pirâmides achatadas feitas a partir de terraplenagem.

### Grécia

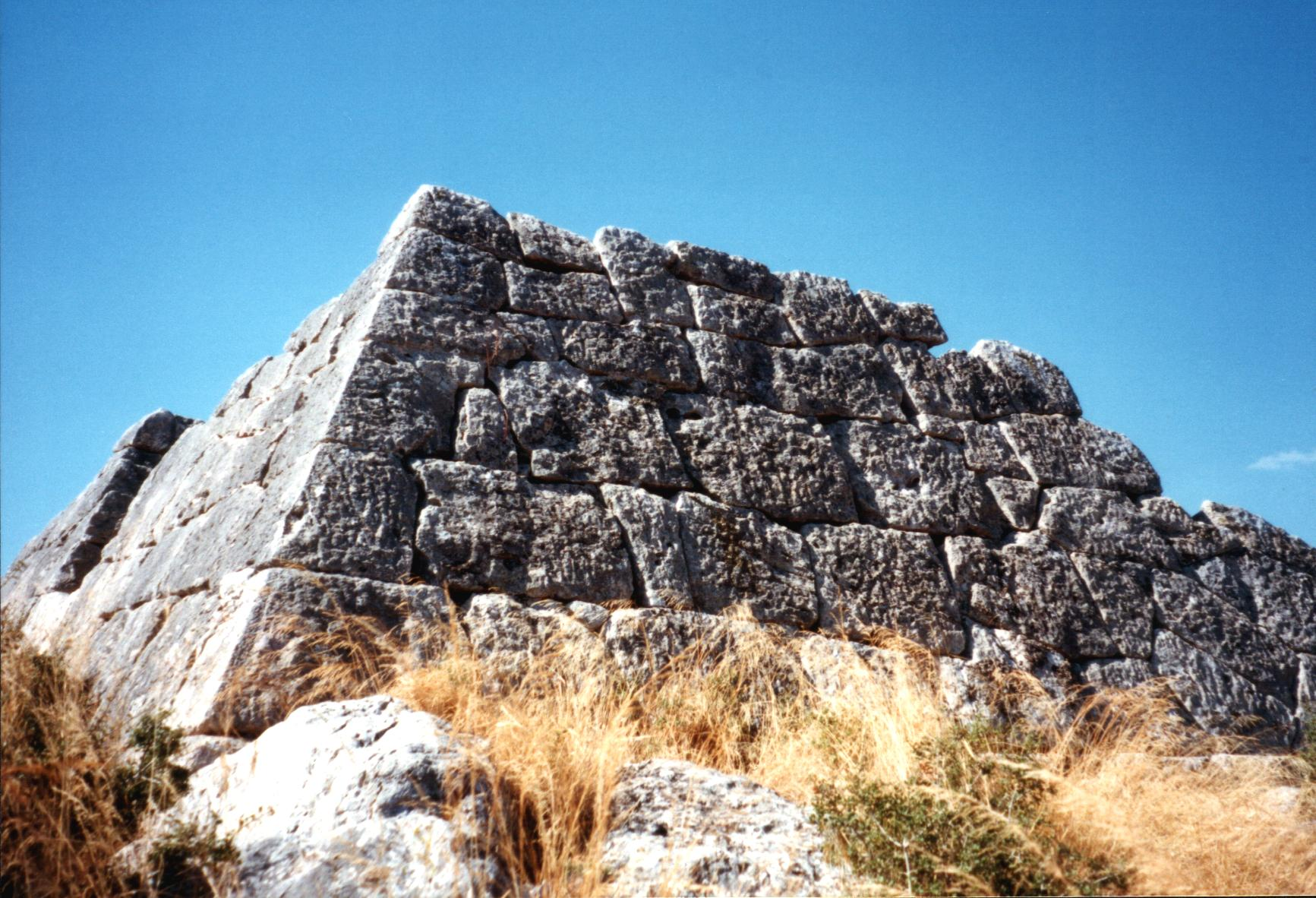
Pirâmide de Hellinikon

Pontilhada ao longo da paisagem são os restos das construções que foram descritas por antigos viajantes como pirâmides. Elas foram as primeiras escavadas pelos norte-americanos e alemães no início do século XX e nos anos 1960.
Pausânias, um viajante grego do século II d.C., descreveu várias estruturas como pirâmides. Uma destas pirâmides era localizada em Hellenikon (Ελληνικό em grego), uma aldeia perto de Argos, perto das ruínas antigas de Tirinto. A história em torno do monumento foi que ele teria sido construído como uma vala comum para os soldados que haviam caído na luta pelo trono de Argos por volta do século XIV a.C. Ele descreveu a estrutura como algo que se assemelhasse a uma pirâmide com as decorações de escudos de Argos, mostrando sua ligação militar. Outra pirâmide que Pausânias viu em suas viagens foi em Kenchreai, outro local dedicado aos argivos e espartanos que perderam suas vidas na batalha de Hysiai em 669 a.C. Infelizmente, nenhuma destas estruturas permanecem totalmente intactas hoje para testar o quão estreitamente se assemelhavam às pirâmides do Egito, nem há qualquer prova de que realmente assemelhavam-se a uma pirâmide egípcia.

### Mesoamérica

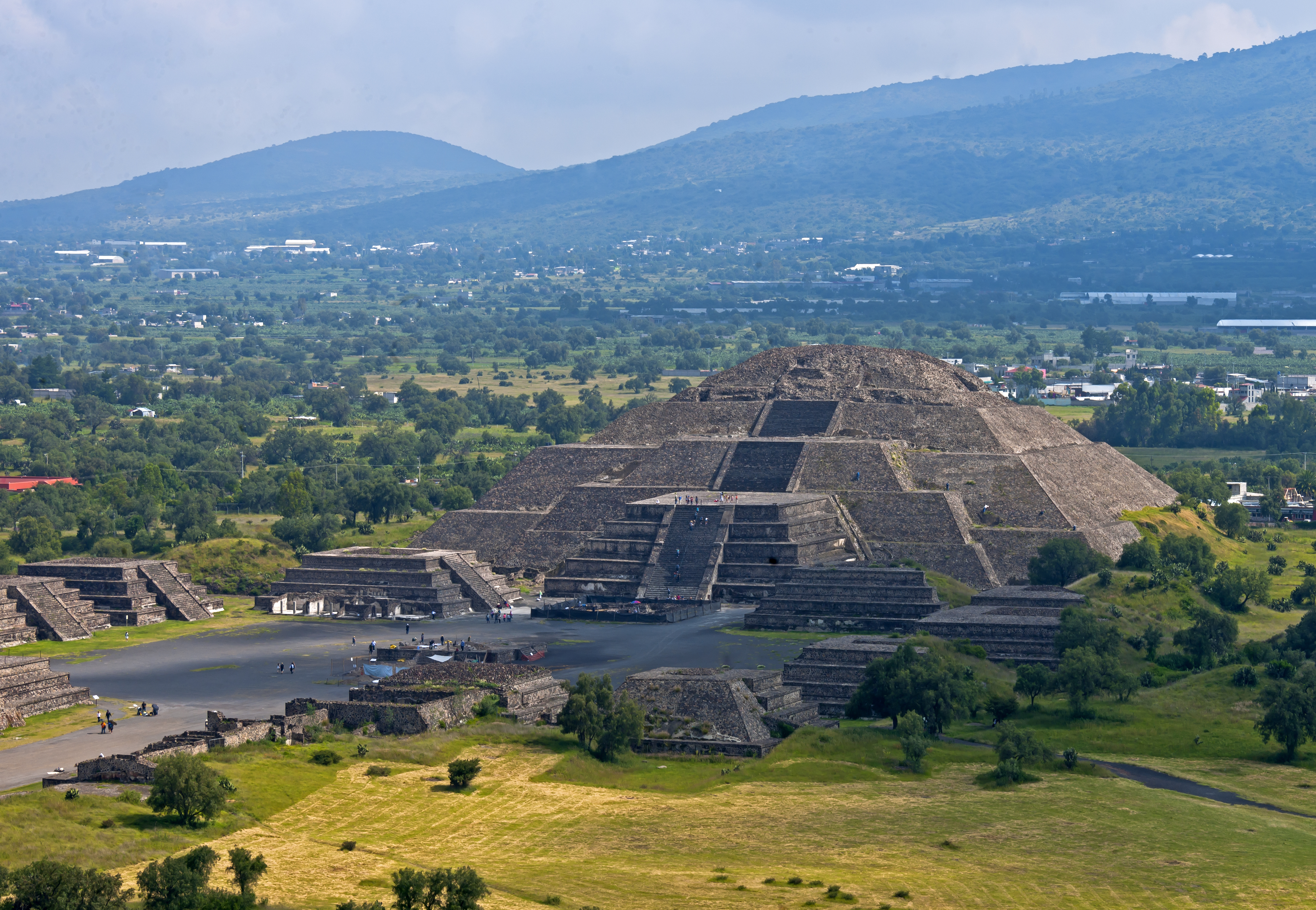
Pirâmide da Lua vista a partir da Pirâmide do Sol em Teotihuacan, México

Uma série de culturas da América Central também construíram estruturas em forma de pirâmide. As pirâmides mesoamericanas eram geralmente feitas com degraus, com templos em cima, mais semelhantes ao zigurate mesopotâmico que à pirâmide egípcia.
A maior pirâmide em termos de volume é a Grande Pirâmide de Cholula, no estado mexicano de Puebla. Esta pirâmide é considerada o maior monumento já construído em todo o mundo, e ainda está sendo escavada. A terceira maior pirâmide do mundo, a Pirâmide do Sol, em Teotihuacan, também está localizada no México. Há uma peculiar pirâmide com um plano circular na localidade de Cuicuilco, atualmente dentro da Cidade do México e na maior parte coberta de lava de uma erupção do vulcão Xitle no primeiro século a.C. Existem várias pirâmides com degraus circulares chamadas Guachimontones em Teuchitlán, Jalisco. As pirâmides no México foram muitas vezes utilizadas como locais de sacrifícios humanos.

### América do Norte
Muitas sociedades mound builder (habitantes pré-históricos da América do Norte) construíram grandes estruturas piramidais de terra. Dentre as maiores e mais conhecidas dessas estruturas está a Monks Mound, na localidade de Cahokia, que tem uma base maior do que a Grande Pirâmide de Gizé. Embora a função precisa dessas estruturas norte-americanas não seja conhecida, acredita-se ter desempenhado um papel central na vida religiosa dessas sociedades pré-históricas.

## Pirâmides modernas

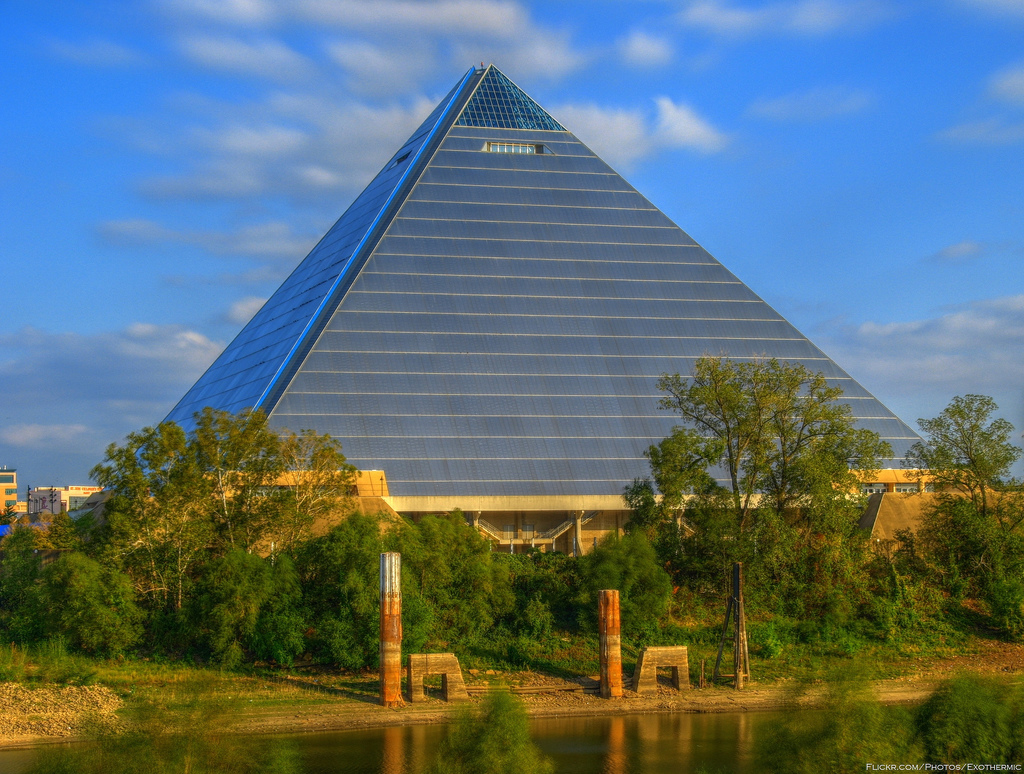
Pyramid Arena em Memphis, Estados Unidos

Alguns exemplos de pirâmides modernas:
- A Pirâmide do Louvre em Paris, França, em frente ao Museu do Louvre, é uma estrutura de vidro de 20,6 metros que funciona como uma entrada para o museu. Foi desenhada pelo arquiteto americano I. M. Pei e concluída em 1989.
- A Transamerica Pyramid, em San Francisco, Califórnia, projetada pelo arquiteto norte-americano de origem portuguesa William Pereira.
- O Luxor Hotel em Las Vegas, Estados Unidos, é uma verdadeira pirâmide de 30 andares que irradia de luz a partir do topo.
- A Pyramid Arena, em Memphis, Tennessee (uma cidade cujo nome é o mesmo da capital egípcia antiga e que foi derivado do nome de uma das suas pirâmides). Construída em 1991, foi a casa do programa de basquetebol masculino da Universidade de Memphis e do Memphis Grizzlies, da NBA, até 2004.
- O Hotel Ryugyong, de 105 andares, em Pyongyang, capital da Coreia do Norte.
- A Pirâmide de Karlsruhe é uma pirâmide feita de arenito vermelho, localizado no centro da praça de Karlsruhe, Alemanha. Foi erguida entre os anos de 1823 e 1825 sobre a abóbada do fundador da cidade, marquês Charles III William (1679-1738).